# کتاب نحمیا

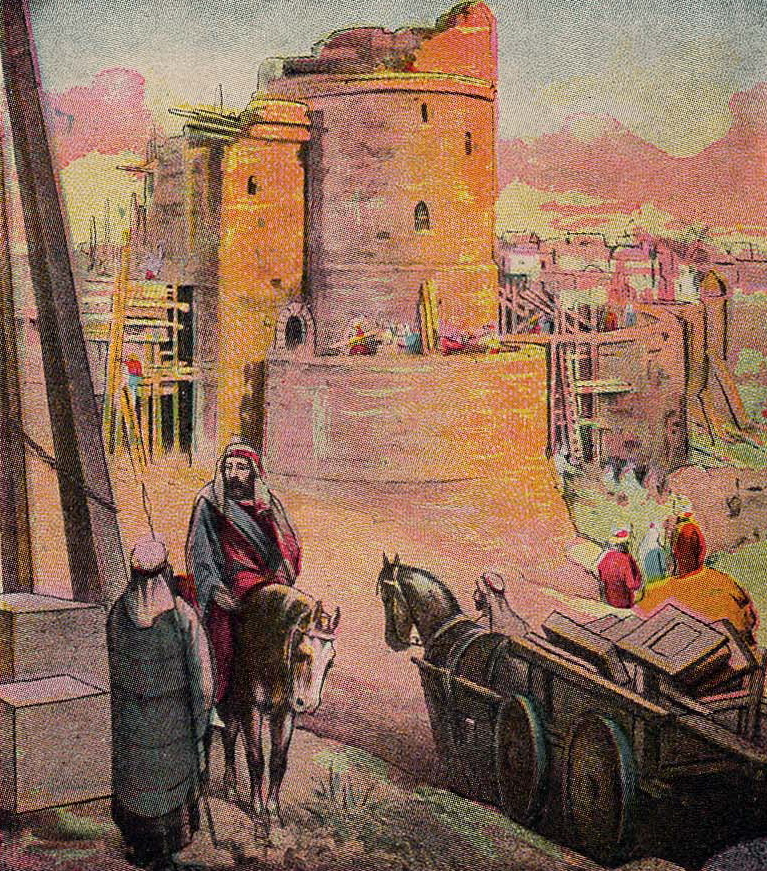
نام پرونده:Building the Wall of Jerusalem.jpgتوضیحات: ساخت دیوار اورشلیم; مانند نحمیا; تصویر از فصلنامه Sunrays

کتاب نحمیا یک کتاب از کتاب مقدس عبری است (از کتویم در تنخ و کتب تاریخی از عهد عتیق) که بخش بزرگی از آن به زبان اول شخص گفته شده‌است؛ و در مورد بازسازی دیوارهای اورشلیم به دست نحمیا است نحمیا یک یهودی بود که در دربار ایرانیان باستان مقام بزرگی داشت این اتفاقات در نیمه دوم سده پنجم پیش از میلاد رخ دارد و همراه با کتاب عزرا آخرین کتب از بخش تاریخی کتاب مقدس عبری به شمار می‌رود